# Геотермічний градієнт

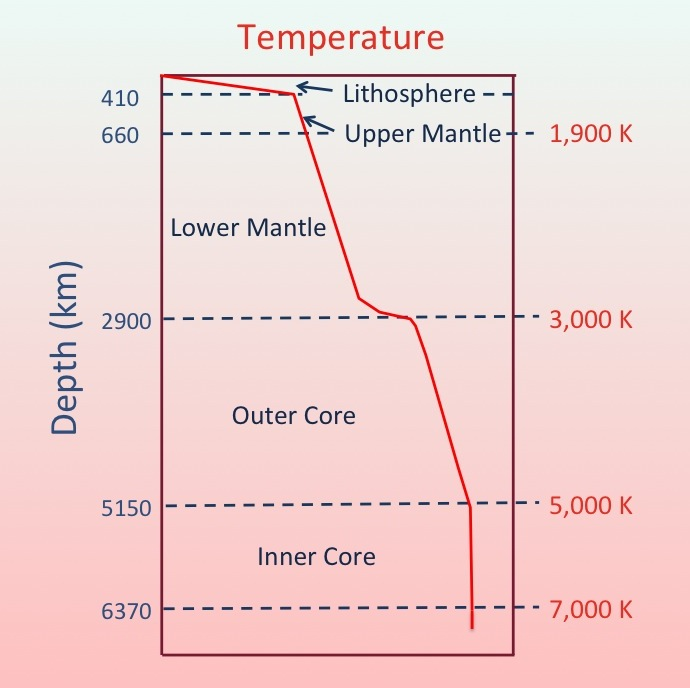
Температурний профіль Землі. Крива зміни температур з глибиною - геотерма

Геотермічний градієнт — приріст температури на кожні 100 м при заглибленні в Землю нижче від зони постійних температур. Нагрівання на 1 градус відбувається в середньому кожні 33 метра, так часто градієнт позначається 3 Кельвіна на 100 метрів:
{\displaystyle \mathrm {{\frac {33m}{1K}}\approx {\frac {1}{\frac {3K}{100m}}}} }
Залежить від басейну розробки корисної копалини.
У середньому геотермічний градієнт дорівнює 3 °C. Геотермічний градієнт залежить від геологічної будови, теплопровідності гірських порід, циркуляції підземних вод, близькості вулканічних зон і т. д.
Наприклад, при надглибокому бурінні на Кольському півострові виявлено, що геотермічний градієнт (на 100 м) спочатку збільшується від 1 °C у верхніх горизонтах до 2,5 °C на глибині 5 км, а потім зменшується до 1,6 °C на глибині 11 км.